# Argya
Argya — рід горобцеподібних птахів родини Leiothrichidae. Представники цього роду мешкають в Азії і Африці. Раніше їх відносили до роду Кратеропа (Turdoides), однак за результатами молекулярно-генетичного дослідження, опублікованими в 2018 році, вони були переведені до відновленого роду Argya.

## Види
Виділяють шістнадцять видів:
- Кратеропа сіра (Argya malcolmi)
- Чагарниця сіролоба (Argya cinereifrons)
- Кратеропа аравійська (Argya squamiceps)
- Кратеропа сахарська (Argya fulva)
- Кратеропа біловола (Argya gularis)
- Кратеропа смугастоголова (Argya earlei)
- Кратеропа ірацька (Argya altirostris)
- Кратеропа довгохвоста (Argya caudata)
- Кратеропа афганська (Argya huttoni)[14]
- Кратеропа руда (Argya rubiginosa)
- Кратеропа брунатна (Argya aylmeri)
- Кратеропа жовтодзьоба (Argya affinis)
- Кратеропа попеляста (Argya striata)
- Кратеропа цейлонська (Argya rufescens)
- Кратеропа асамська (Argya longirostris)
- Кратеропа сіролоба (Argya subrufa)

## Етимологія
Наукова назва роду Argya походить від слова лат. argutus — гучний.